# 16398 Гуммель
16398 Гуммель (16398 Hummel) — астероїд головного поясу, відкритий 24 вересня 1982 року.
Тіссеранів параметр щодо Юпітера — 3,524.